# Agrotis kerri
Agrotis kerri är en fjärilsart som beskrevs av Otto Herman Swezey 1920. Agrotis kerri ingår i släktet Agrotis och familjen nattflyn. IUCN kategoriserar arten globalt som utdöd. Inga underarter finns listade i Catalogue of Life.